# Wilson Davyes

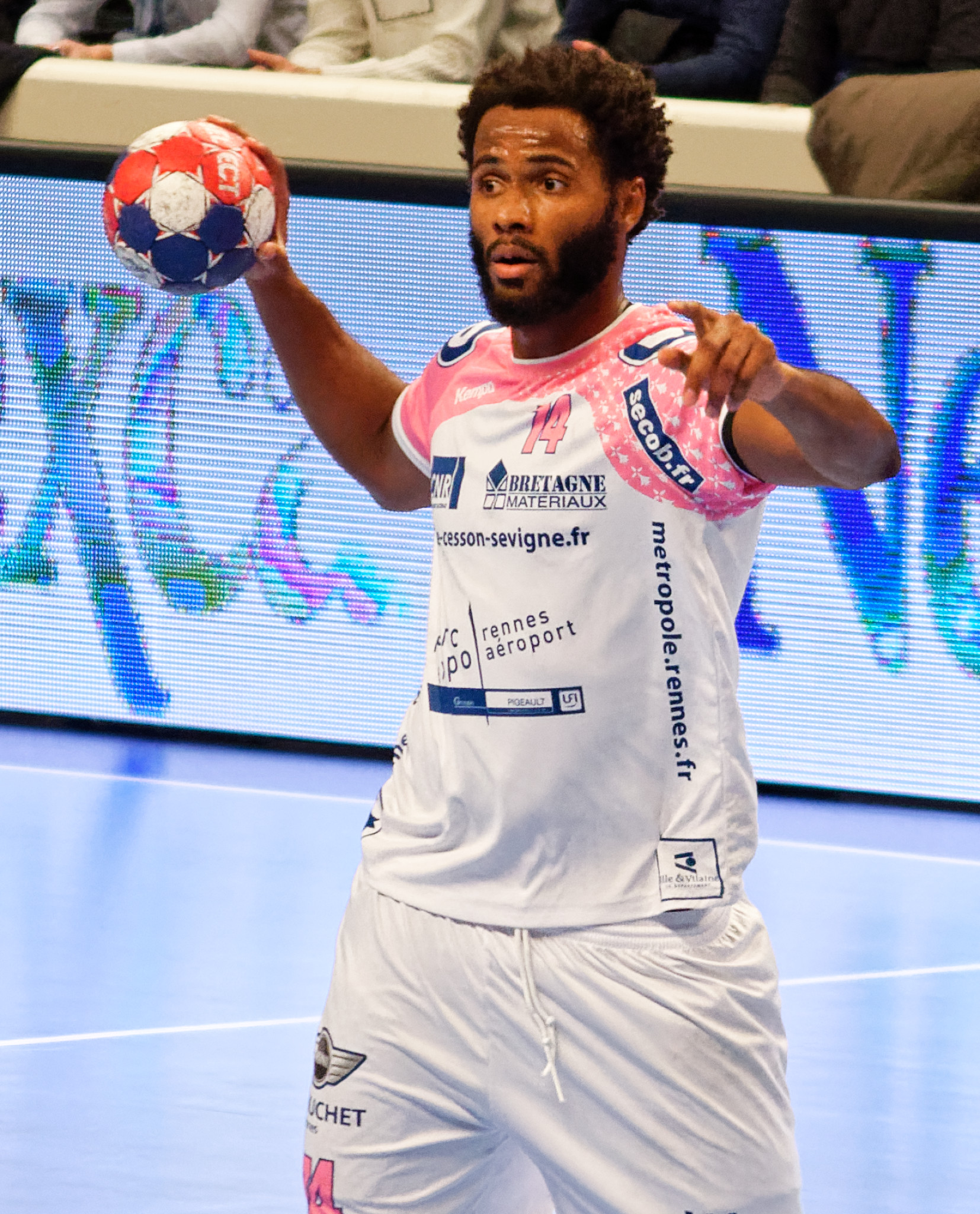
Wilson Davyes (2015).

Wilson Davyes (* 7. September 1988 in Lissabon) ist ein portugiesischer Handballspieler, der zumeist auf Rückraum Mitte eingesetzt wird.
Der 1,92 m große und 93 kg schwere Rechtshänder begann seine Profikarriere 2005 bei Sporting Lissabon. Ab 2008 lief er für den FC Porto auf, mit dem er 2009, 2010, 2011, 2012, 2013 und 2014 portugiesischer Meister wurde. International erreichte er die dritte Runde im EHF-Pokal 2009/10, das Achtelfinale im EHF-Pokal 2010/11 und 2011/12, die dritte Runde im EHF Europa Pokal 2012/13 sowie die Gruppenphase in der EHF Champions League 2013/14. Im Sommer 2014 wechselte Davyes zum französischen Erstligisten HBC Nantes. Ein Jahr später schloss er sich dem Ligarivalen Cesson-Rennes Métropole HB an. Ab der Saison 2017/18 stand er bei Dunkerque HBGL unter Vertrag. Im Sommer 2019 schloss er sich US Ivry HB an. Ab der Saison 2022/23 steht Davyes beim nordmazedonischen Verein RK Eurofarm Pelister unter Vertrag. Mit RK Eurofarm Pelister gewann er 2023 die nordmazedonische Meisterschaft. Im Dezember 2023 schloss sich Davyes dem französischen Erstligisten Chartres Métropole HB an, für den er bis zum Saisonende 2023/24 aktiv war. Anschließend schloss er sich dem griechischen Verein AEK Athen an.
Für die Portugiesische Nationalmannschaft bestritt Wilson Davyes bis März 2014 mindestens 23 Länderspiele.